# Uiizdți, Zdolbuniv
Uiizdți (în ucraineană Уїздці) este localitatea de reședință a comunei Uiizdți din raionul Zdolbuniv, regiunea Rivne, Ucraina.

## Demografie
Componența lingvistică a localității Uiizdți
     Ucraineană (99,43%)
     Alte limbi (0,46%)
Conform recensământului din 2001, majoritatea populației localității Uiizdți era vorbitoare de ucraineană (99,43%), existând în minoritate și vorbitori de alte limbi.